# Gryllus conradti
Gryllus conradti är en insektsart som först beskrevs av Bolívar, I. 1910.  Gryllus conradti ingår i släktet Gryllus och familjen syrsor. Inga underarter finns listade i Catalogue of Life.